# Crush 40
Crush 40 (яп. クラッシュフォーティー Курассю Фо:ти:), изначально известная как Sons of Angels — японо-американская хард-рок-группа. В основном группа состоит из гитариста и композитора Дзюна Сэноуэ и вокалиста Джонни Джиоэли. Данный коллектив свидетельствует о слиянии традиционного американского хард-рока и j-рока. Также можно услышать огромное влияние глэм-рока. Стоит с уверенностью сказать, что у группы очень смешанное и своеобразное звучание: Высокая энергетика композиций в окружении мягкой мелодики и хоровых секций с эмоциональным вокалом Джонни и уникальным гитарным стилем Дзюна не оставляют людей равнодушными к группе вот уже много лет. Crush 40 наиболее известны своим вкладом в серию видеоигр Sonic the Hedgehog. Помимо этого, в репертуаре Crush 40 имеются и авторские композиции, сделанные не для игр о Сонике.
Изначально группа была создана по инициативе компании Sega, для записи вокальных тем для игры Sonic Adventure, но в результате группа стала постоянной. Основной деятельностью коллектива является создание саундтреков к видеоиграм.
На сегодняшний день Crush 40 выпустила в общей сложности два студийных альбома, два концертных альбома, два сборника, один мини-альбом, пять синглов и отдельные треки, в основном под лейблом Wave Master Artists.

## История

### Формирование,Thrill of the FeelиCrush 40 (1993—2003)
Основной фигурой, из-за которой и произошло создание коллектива, оказался Дзюн Сэноуэ. После окончания колледжа молодой музыкант был нанят компанией Sega в 1993 году для сочинения музыки для видеоигр. Его первым проектом в серии Sonic the Hedgehog был Sonic the Hedgehog 3, и он также внёс свой вклад в Dark Wizard,  Sonic 3D Blast — Flickes Island (версия на Sega Genesis) и Sega Rally 2. Во время записи для Daytona USA: Championship Circuit Edition Сэноуэ работал с Эриком Мартином из Mr. Big, чтобы записать главную тему «Sons of Angels». Сэноуэ сказал, что он привнёс рок-музыку в игры, над которыми работал, включая серию Sonic the Hedgehog, потому что он «рок-парень».
В 1998 году Сэноуэ связался с вокалистом Джонни Джиоэли во время процесса записи Sonic Adventure и записал их первую песню «Open Your Heart» в Лос-Анджелесе. Сэноуэ ранее записал демо-версию песни с Эйдзо Сакамото на вокале, которая присутствовала в первых трейлерах игры Sonic Adventure, но Сэноуэ заявил, что написал песню, предполагая, что её споёт Джиоэли. По словам Джиоэли, Сэноуэ был поклонником группы Джиоэли Hardline и связался с ним через Дага Олдрича, гитариста Whitesnake. После создания трека эти двое оставались на связи, получив удовольствие от совместной работы и желая сделать больше. Сэноуэ и Джиоэли снова работали вместе над песнями для NASCAR Arcade. В дополнение к Сэноуэ и Джиоэли, Наото Сибата и Хироцугу Хомма из Loudness играли на басу и барабанах, соответственно, для песен, и группа взяла название Sons of Angels (рус. Сыновья Ангелов), от названия песни, которую Сэноуэ записал с Эриком Мартином в 1996 году для ещё одного автосимулятора — Daytona USA.. В 2000 году группа выпустила Thrill of the Feel в Японии, изданный Victor Entertainment. Альбом содержал треки, которые они написали для NASCAR Arcade и песню «Open Your Heart». Вскоре альбом попал в несколько чартов андеграундной сцены, тем самым заработав группе авторитетных поклонников.
Во время разработки Sonic Adventure 2 Сэноуэ и Джиоэли воссоединились, чтобы записать заглавный трек «Live & Learn». Однако, Шибата и Хомма были заняты выступлением с Loudness, а затем Anthem, и потому они физически не могли быть везде одновременно в 2000 и 2001 годах. С подстёгиванием сроками записи группа была вынуждена взять других музыкантов. Таким образом Джейден Слейтер и Крис Носил участвовали в записи музыки игры, на бас-гитару был приглашён Такэси Танэда, а Кацудзи Кирита из Gargoyle и The Cro-Magnons играл на барабанах.. Как наиболее яркий результат стоит отметить главную тему игры Sonic Adventure 2 — "Live & Learn". Конечно это отразилось на стиле звучания группы в целом, он стал более тяжёлым и ёмким. Согласно Vice, «Live & Learn» — одна из любимых песен Джиоэли. Сэноуэ записал вступление к песне для пробного издания игры; позже он поработал над остальной частью аранжировки и закончил её в течение одного дня. Затем он отправил демо-версию Джиоэли, чтобы тот записал его вокал. Джиоэли было поручено написать текст песни «Live & Learn». Поначалу он нервничал и несколько раз спрашивал Сэноуэ, в порядке ли его тексты, но, несмотря на это, «Live & Learn» стала одной из самых запоминающихся песен во франшизе за десять лет, по словам Шона Эйтчисона из Fanbyte.

Примерно в это же время группа была переименована в Crush 40, после того как обнаружила, что уже существует норвежская рок-группа под названием Sons of Angels, которая объявила о воссоединении в этом году. Когда его спросили, почему он выбрал «Crush 40», Сэноуэ сказал: 
«Когда нам нужно было выбрать одно, мы выбрали слово, которое нам нравится… „Crush“ — одна из них, и Джонни добавил номер. Crush — это тоже название содовой… это моё любимое!» 
Джиоэли добавил, что его вдохновением для названия было желание «сокрушить» свои сорок, к которым он приближался в то время. Через два года после выпуска Sonic Adventure 2 в 2001 году лейблом Frontiers Records был выпущен Crush 40. Альбом содержал вокальные треки на гоночную тематику из NASCAR Arcade, Sonic Adventure и Sonic Adventure 2, но без инструментальных треков. По словам Сэноуэ, Crush 40 — это группа, созданная им самим и Джиоэли, поэтому инструментальные треки были удалены, зато вместо них присутствуют такие треки «It Doesn’t Matter» и «Escape from the City» (в исполнении Тони Харнелла и Теда Поли соответственно) были включены в альбом. Сэноуэ объяснил, что это было сделано для того, чтобы показать эти песни фанатам. Этот проект, который родился как простое развлечение, заставил два таланта объединиться и написать общую музыку.

### Записи для Sega иThe Best of Crush 40: Super Sonic Songs (2003—2010)
Crush 40 не выпускали никаких релизов с 2003 по 2008 год. Тем не менее, группа исполнила оригинальную музыку для нескольких видеоигр. Песни, которые группа исполняла для этих игр, были выпущены в саундтреках к каждой игре под лейблом Wave Master Entertainment.
В 2003 году Crush 40 сочинили две новые песни под названием «Sonic Heroes» — «яркая, мелодичная песня» и «What I'm Made Of...» — «отчётливо мрачная хард-рок-песня с металлическими нотками» для новой игры от Sega Sonic Heroes, первой мультиплатформенной игрой во франшизе. Эта игра стала первым случаем, когда Crush 40 записала более одной песни для одной игры. Сама музыка также была выпущена в саундтреке Triple Threat: Sonic Heroes Vocal Trax. В буклете для саундтрека Кацудзи указан как барабанщик для «Sonic Heroes», а Марк Шульман указан как барабанщик для «What I'm Made Of...». И Сэноуэ, и Джиоэли назвали «What I'm Made Of...» своей любимой песней для исполнения. Для Shadow the Hedgehog в 2005 году Crush 40 записали песню «I Am… All of Me», а также «Never Turn Back». Обе эти песни также присутствуют в саундтреке под названием Lost and Found: Shadow the Hedgehog Vocal Trax. Барабаны для обеих песен были записаны Тору Кавамурой, который заменил Кацудзи.
Crush 40 также внесли свой вклад в Sonic the Hedgehog. Группа записала кавер-версию песни "All Hail Shadow", ранее исполнявшейся MAGNA-FI в игре Shadow the Hedgehog. Crush 40 также записали версию "His World", главной темы для игры. Последняя из этих двух песен не появилась в игре, но обе эти песни есть в саундтреке к этой игре в альбоме Sonic the Hedgehog Vocal Traxx: Several Wills. Кавамура также был барабанщиком в этом саундтреке. Песня «Live & Learn» также была показана в эпизоде японской версии аниме-сериала Sonic X. Группа также записала пять оригинальных песен и кавер-версию для Sonic and the Black Knight, а ещё внесла несколько своих песен, в том числе «Live & Learn», в видеоигру Super Smash Bros. Brawl.
В течение первых 10 лет существования Crush 40 никогда не выступали вживую. В октябре 2008 года Crush 40 выступили вживую на Tokyo Game Show, где Сэноуэ и Джиоэли выступили с минусовками. Прямая запись этого концерта была загружена на Youtube и связана с веб-сайтом Crush 40. Это ознаменовало первое живое выступление Crush 40 с певцом Джонни Джиоэли. В 2008 году в Японии был выпущен сборник True Blue: The Best of Sonic the Hedgehog, в котором была представлена кавер-версия Crush 40 на тему Sonic and the Secret Rings «Seven Rings in Hand», первоначально исполненная Стивом Конте. Также в альбом включены другие песни группы: Ремастировнные в 2007 году песни «Live & Learn» , «What I'm Made Of...», оригинал песни «Sonic Heroes», две версии «Open Your Heart», две версии «It Doesn’t Matter» (с Тони Харнеллом) и «Escape from the City» (с Тедом Поли и Тони Харнеллом). Год спустя Сэноуэ сообщил Famitsu, что у Crush 40 в разработке два альбома, один из которых был альбомом «Best Of», который должен был выйти в сентябре 2009 года. Он также объявил о выпуске будущих песен, которые не были написаны для видеоигр и этот альбом будет продолжением первого одноимённого альбома. The Best of Crush 40: Super Sonic Songs были выпущены 18 ноября 2009 года. В дополнение к компиляции различных песен Crush 40 из предыдущих игр, некоторые из которых были подвергнуты ремастерингу, в сборник вошла новая песня «Is It You» и кавер-версия песни «Fire Woman», выпущенной The Cult в 1989 году. Сэноуэ также был указан в качестве соло-гитариста в альбоме Leaving the End Open группы Hardline, который вышел в 2009 году. В интервью журналу Nintendo Power Дзюн подтвердил, что песни Crush 40 появятся в Rock Band Network, но эти планы в конечном итоге провалились из-за проблем с лицензированием.
В августе 2010 года Crush 40 выступили на конференции «Summer of Sonic» в Лондоне, отметив своё первое полноформатное выступление и первое выступление за пределами Японии. В том же году они записали кавер-версию «Free», главной темы Sonic Free Riders, в качестве бонус-трека в официальном саундтреке Sonic Free Riders Original Soundtrack: Break Free.

### Rise Again,LIVE!,2 Nights 2 Remember иDriving Through Forever (2010—2021)
В своём Твиттере Дзюн Сэноуэ говорил, что не собирался делать ремиксы песен «Endless Possibility» и «Escape from the City» для Sonic Generations. Однако, он принял участие в создании ремиксов для этой игры, в том числе для «Escape from the City».
После выпуска Sonic Free Riders в 2010 году вклад Crush 40 в Sonic the Hedgehog уменьшился. Сэноуэ больше не был ведущим композитором игр серии Sonic после Sonic Generations 2011 года. В течение следующих нескольких лет Crush 40 сделали больше живых выступлений и записей. В 2010 году Crush 40 выступили вживую на конференции Summer of Sonic. В следующем году Crush 40 записали благотворительный сингл «Song of Hope», вдохновленный надеждой для жертв землетрясения и цунами в Тохоку в 2011 году. По словам Сэноуэ, песня была написана для благотворительности, специально для Красного Креста.
23 Января 2012 года Дзюн Сэноуэ опубликовал в своём аккаунте в Твиттере фотографию из студии звукозаписи, на которой были показаны названия трех новых песен. Это были "Sonic Youth", "Rise Again" и "One of Those Days". Впоследствии «Song of Hope» и три новые песни были выпущены в виде мини-альбома под названием Rise Again. Одна из включенных песен, «Sonic Youth», отдает дань уважения поклонникам Crush 40 с многочисленными ссылками на прошлые песни группы.
29 и 30 марта 2012 года Crush 40 выступили вживую в Shibuya GUILTY в Токио, в аудитории присутствовал продюсер Sonic Team Такаши Иидзука. С этого концерта, исполненного с Танедой и Кавамурой, концертный альбом LIVE! был записан и выпущен 3 октября 2012 года. Группа также отпраздновала день рождения франшизы Соника, ей исполнилось 21 год в июне. На своём YouTube они выложили ролик, в котором Дзюн Сэноуэ и Джонни Джиоэли вместе с поклонниками Соника поют «Happy Birthday, Sonic»
Группа также выступала на фестивале Sonic Boom в соборе Святого Луиса в августе 2013 года, Crush 40 выступили на Youmacon 2015 года в Детройте и провела дополнительные шоу на конвенции Summer of Sonic в 2012 и 2016 годах и конвенциях Comic-Con в Сан-Диего в 2016 и 2017 годах. 18 и 19 октября 2014 года группа дала два концерта на местном аниме-фестивале TNT Expo в Мехико (Мексика). После нескольких живых выступлений на Tokyo Game Show и Japan Game Music Festival 2013 года, в 2014 году было объявлено о проведении еще одного двухдневного выступления Crush 40 в Shibuya GUILTY. На концерте к Сэноуэ и Джиоэли присоединились Танеда и Кацудзи. На концерте были представлены две новые песни, а также исполнение песни Hardline «Love Leads the Way». Записанный с этого выступления 2 Nights 2 Remember, второй концертный альбом Crush 40, был выпущен 13 мая 2015 года. В нём представлены четыре дополнительные песни, записанные в студии.
В 2018 году Сэноуэ был назначен ведущим композитором саундтрека к Team Sonic Racing. Его попросили сделать темой игры песню группы Crush 40. Это привело к тому, что Сэноуэ и Джиоэли записали «Green Light Ride» для игры, первую игровую тему Crush 40 за несколько лет во франшизе. Это был первый раз, когда «Акт» выступал в качестве барабанщика группы на новом треке, заменив Тору Кавамуру. Премьера песни состоялась на выставке E3 2018, вызвав более сильную реакцию, чем ожидал Сэноуэ. Короткая версия песни была доступна в декабре 2018 года, перед выпуском самой игры в 2019 году. Сэноуэ выразил свою радость по поводу возможности записать еще одну игровую тему с Crush 40, через двадцать лет после начала Crush 40. Впоследствии Crush 40 выпустили еще один сборник «Driving Through Forever — The Ultimate Crush 40 Collection» в 2019 году. В 2020 году Джиоэли перезаписал «Song of Hope» с болгарской вокалисткой Sevi, чтобы воссоединиться с фанатами во время пандемии коронавируса. 23 июня 2021 года Sega провела цифровой концерт в честь 30-летия франшизы Sonic, с Crush 40 в качестве одного из участников, наряду с Пражским филармоническим оркестром и группой Tomoya Ohtani. Концертный альбом был выпущен на цифровых потоковых сервисах в сентябре того же года.

### Настоящее время (2021—2024)
В августе 2021 года Джонни Джиоэли сделал на своей страничке Твиттера вброс на тему, что Crush 40 может стать частью предстоящего фильма «Соник в кино 2». Правда ли это, история умалчивает. Ранее Джонни делал точно такой же пост, связанный с «Соник в кино».
3 сентября 2021 года на YouTube вышел документальный фильм [DOCUMENTARY] Crush 40: Lost Live Media (Full Live History), рассказывающий о живых выступлениях Crush 40.
В интервью New Musical Express Дзюн Сэноуэ подтвердил, что он участвует в создании саундтрека к «Sonic Frontiers». Кроме того, он сейчас работает над другими треками для проекта «Sonic Sessions», которые будут бесплатно публиковаться в социальных сетях, а затем будут собраны в альбом. Дата выхода намечена на февраль 2022 года. В другом интервью Дзюн заявил, что постоянно работает над новым материал Crush 40 и не может дождаться, чтобы показать что-нибудь фанатам в ближайшее будущее.
16 февраля вышел в свет сборник ремиксов "Rock 'n' Sonic The Hedgehog Sessions!", в который вошла акустическая версия песни "Live & Learn". Песня получилась более медленной, при этом акустические гитары заменяют электрогитары оригинальной песни.
В Discrord-канале фан-сообщества группы Джонни "намекнул" на новый материал. Будет ли это новый альбом или что - неизвестно. Также, он обещал наладить дело с оффициальным мерчем группы, и, что группа готовит 5 наработок, и, возможно, они войдут в саундтрек к фильму Соник в Кино 3.
Сам Джонни в это время продолжает работать с материалом по Сонику в коллаборации с фанатами. Так в январе 2022 года совместно с российской группой "The Chalkeaters" он выпускает песню «Crushing Thirties”, посвящённую 30-летию франшизы. Песня и клип показывают жизнь персонажей франшизы с более реалистичной точки зрения, а в тексте содержится множество отсылок к песням "Crush 40".
В апреле того же года выходит кавер на заглавную тему мультсериала Sonic the Hedgehog (также известен как Sonic SatAM) 1993 года под названием The Fastest Thing Alive, который Джиоэли записал специально для команды Team Sea3on, работающей над фанатским 3-м сезоном шоу.
В августе 2022 выходит в свет ещё одна новая песня по вселенной Соника под названием "Bring You Back", которую Джонни исполнил совместно с певицей, актрисой озвучки и ютубером - Эми Джонс.
В августе 2023 года совместно с композитором Zakkujo Джонни записал ещё 1 новую песню по Сонику, вдохновлённую творчеством группы и игрой Sonic Adventure под названием "Keep it Real", к которой он так же написал текст , как и к песням Crush 40.
В декабре 2023 года, за год до премьеры Соника  3 в кино, Джонни исполнил неофициальную музыкальную тему фильма под названием «Darker Side of Me”, написанную композитором Виктором МакНайтом.
В январе 2024 года группа «Tournament Arc” выпустила песню «Limitless” с участием Джонни и Дзюна, где Джиоэли исполнил партии вокала, когда как Сэноуэ исполнил соло-партию в песне. Песня посвящена ёжику Сонику.
В феврале 2024 года, после использования своего инструментала в тизере, Джоэли подтвердил, что "Live & Learn" будет показан в Соник 3 в кино. Он сказал, что то, как будет использована песня, в конечном счете зависит от продюсеров.

## Концертная деятельность
В силу того факта, что Crush 40 не является полноценной группой, а коллективом, созданным для записи саундтреков к играм, а также большой занятости обоих участников, концерты она даёт редко.
Первое живое выступление группы состоялось в 1998 году на открытии Sonic Adventure, где коллектив исполнил песню «Open Your Heart». Басист и барабанщик присутствовали, однако отсутствовал вокалист, поэтому вместо Джонни пел Дзюн.
Второй концерт состоялся осенью 2008 года на выставке Tokyo Game Show в Японии. Он шёл около получаса, и за это время музыканты успели исполнить несколько песен из игр Sonic Heroes, Shadow the Hedgehog, Sonic the Hedgehog, Sonic Adventure 2 и готовящейся в то время к выходу Sonic and the Black Knight. Выступление было устроено как часть её рекламы. Многие фанаты отмечают, что исполнители были не на высоте. Джонни сбивался и забывал слова, а Дзюн после выступления признался, что не помнил, как играть многие мелодии. К тому же на концерте не было барабанщика и басиста, и это тоже вызвало возмущение фанатов.
Однако в февральском интервью 2010 года Дзюн сообщил новость: группа даст концерт в Токио в августе, и на этот раз полным составом: с басистом и барабанщиком. Вскоре выяснилось, что планы группы немного изменились: концерт по-прежнему будет в августе, но не в Токио, а в Лондоне на крупнейшем слёте фанатов ежа Соника: Summer of Sonic 2010. Барабанщик и басист отсутствовали по-прежнему, но зато в этот раз концерт получился ярче и масштабнее. В его ходе исполнилась даже такая песня, как «Watch Me Fly…». Перед самим выступлением группа играла в викторину, дала интервью, а затем проводила с фанатами сессию «вопрос-ответ». В то время как Дзюн держался довольно застенчиво и скромно, Джонни наоборот веселился и разогревал толпу. После концерта многие фанаты отметили, как душевно и искренне общались участники с фанатами, и что они по-настоящему замечательные люди.
Вскоре после этого Дзюн сообщил, что концерт в Токио точно состоится, но уже в апреле 2011 года. Неизвестно, что насчёт двух остальных участников группы.
Четвёртый концерт группы состоялся на мероприятии Sonic Boom 2011 8 июня. Вначале Дзюн сольно исполнил несколько треков. Затем на сцену вышел Джонни и исполнил песни «Open Your Heart», «His World», «Sonic Heroes», «What I'm Made Of...» и «Free». После этого он позвал на сцену Алекса из группы Cash Cash, который вместе с Дзюном исполнил песни «Speak with Your Heart», новый микс песни «Escape from the City» для Sonic Generations и один трек из Sonic R. После этого Джонни вернулся на сцену и они втроём исполнили свою кавер-версию «Sonic Boom». В конце, по традиции, прозвучала песня «Live & Learn» (рус. Век живи — век учись). Басиста и барабанщика на концерте, как обычно, не было.
Следующие концерты Crush 40 состоялись 30 и 31 июля в Токио. Впервые за всю историю группы она выступала в полном составе. Концерты длились по 90 минут. Группа исполнила такие песни: «Sonic Boom», «Free», «I Am… All of Me», «With Me», «Seven Rings in Hand», «Un-Gravitify», «Love Leads the Way», «Revvin’ Up», «Fire Woman», «Song of Hope», «Everything», «All Hail Shadow», «Never Turn Back», «Into the Wind», «Watch Me Fly…», «Open Your Heart», «Sonic Heroes», «His World», «Knight of the Wind», «Hot Cherie», «What I'm Made Of...», «Live & Learn».
Следующие концерты группы состоялись в Токио 29 и 30 марта 2012 года. На концертах были исполнены три новые песни — «Sonic Youth», «Rise Again» и «One of Those Days». Также была исполнена песня «Fight the Knight», что вызвало удивление у фанатов, и кавер песни «Everything» группы Hardline. В отличие от предыдущих концертов, заключающей песней на этот раз была не «Live & Learn», а «What I'm Made Of...».
7 июля группа выступила на мероприятии Summer of Sonic 2012 в Лондоне и 13 июля на Sonic Boom 2012 вместе с группой Cash Cash в Сан-Диего, однако уже без барабанщика и басиста. На Summer of Sonic 2012 группа впервые исполнила песню «Live Life».

### Вопрос об ударнике и басисте
В Crush 40 нет штатных барабанщика и басиста. Они либо полагаются на бэк-трек вживую, либо на какого-то другого участника, который временно заменит их.

### Появления группы на сцене
- Финал Tokyo Game Show 2008 года в прямом эфире.
- Crush 40 Live в Токио 2012.
- Japan Game Music Festival 2013.
- Crush 40 2 Nights 2 Remember Live в Токио 2014.

## Музыкальный стиль и наследие
Музыкальным стилем группы в основном является хард-рок, но в некоторых случаях они также исполняли более "тяжелые" композиции в таких играх, как "Shadow the Hedgehog" и их кавер-версию "His World" из Sonic the Hedgehog. Они также использовали симфонические элементы. Примером этого являются песни, которые они написали для Sonic and the Black Knight. В рецензии на их одноименный альбом Бьернар Беволден из The Bjørnar Bevolden охарактеризовал стиль группы как "мелодичный хард-рок, где-то между XYZ и Burning Rain". Среди песен этого альбома есть "Live & Learn", "крутая рокерская песня в твоем лице", по словам Майкла из журнала RevelationZ. Однако Crush 40 также экспериментировали с другими формами рок-музыки. Например, "What I'm Made Of..." - более мрачная песня с элементами, похожими на хэви-метал.
По словам Аллегры Фрэнк и Филиппа Коллара из Polygon, Crush 40 и Сэноуэ сделали «некоторые из самых запоминающихся треков хард рока из истории Соника (и истории видеоигр в целом)», написав для Vice, Энди Макдональд заявил, что Crush 40 помог сохранить глэм-рок после того, как гранж вытеснил его как более популярный стиль рок-музыки. Рассматривая альбом Crush 40, Крис Грининг из Video Game Music Online подчеркивает звучание хард-рока и показывает опыт Джиоэли в вокале, заявив, что «Live & Learn» — это «экстатический американский рок-гимн с участием Джонни в его лучших проявлениях», а также заявив, что инструменталы вдохновлены хеви-металом начала 1990-х годов. Он называет альбом «одним из лучших в жанре игровой музыки».

Джиоэли, который не является геймером, описал свой процесс написания песен с Сэноуэ для игр как сродни написанию саундтрека к фильму, просмотру сцен из игры или просмотру раскадровок. По словам Джиоэли: 
«У нас с Дзюном есть своя система — он начинает с музыкального чувства, а иногда с идеи мелодии, а затем я схожу с ума от этого! Тексты песен должны быть одобрены для содержания, но это все. У нас есть свобода писать то, что мы считаем подходящей песней для сцены». 
Он заявил, что среди его трёх основных проектов — Crush 40, Hardline и выступление с Axel Rudi Pell — все три являются разными стилями рок-музыки, и он должен настроиться на «правильные эмоции» для выступления.

Отвечая на вопрос о своём стиле и стиле группы, Дзюн Сэноуэ сказал: 
«Я знаю, что такое мой стиль, и я знаю, какие мои любимые жанры музыки. Я слушаю много металлической музыки, а также других жанров музыки, и моё вдохновение всегда рядом. Стиль музыки в игре действительно меняется, и это дает отличное ощущение прогресса… Когда мы собрались вместе, чтобы написать материал для Shadow the Hedgehog, мы обнаружили, что наши свежие идеи сильно отличаются от песен, которые мы написали в 2002 году — наш звук изменился». 
Сэноуэ заявил, что темп каждой песни, написанной для игры, основан на том, как её планируется использовать и что будет подходящим, но дуэт хочет исполнить те песни, которые не предназначены для игры.
Написав для Fanbyte, Шон Эйчисон заявил, что Crush 40 обеспечил фирменный музыкальный стиль для серии Sonic the Hedgehog и расширил музыкальные вкусы поклонников Sonic. По словам Эйчисона, «группа запечатлелась в памяти и сердцах целого поколения поклонников Соника. Хотя их вклад в франшизу Sonic может быть небольшим, они имеют огромное влияние». В исследовании Кофи-Чару Ната Тернера 2008 года об использовании МЕДИА в американской городской средней школе группа была названа общим интересом в изучаемой группе.

## Состав группы

### Основной дуэт
- Дзюн Сэноуэ (яп. 瀬上 純 Senoue Jun)[112] — гитары (с 1998)
- Джонни Джиоэли (англ. Johnny Gioeli)[113] — вокал (с 1998)

### Текущие сессионные музыканты
- Такэси Танэда (種子田健)[114] — бас-гитара (с 2001)
- Акуто (あくと)[115] — ударные (с 2019)[116]

### Бывшие сессионные музыканты
- Наото Сибата (яп. 柴田 直人 Shibata Naoto)[117] — бас-гитара (1998 - 2001)
- Хироцугу Хомма (яп. 本間大嗣)[118] — ударные (1998 - 2001)
- Марк Шульман (англ. Mark Schulman)[119] — ударные (2003)
- Бобби Джарзомбек (англ. Bobby Jarzombek)[120] — ударные (2009)[121][122]
- Тору Кавамура (яп. 河村徹)[123] — ударные (2005 - 2016)
- Кацудзи Кирита (яп. 桐田勝治)[124] — ударные (2001 - 2004, 2009[125], 2010[126])

### Про сессионных музыкантов
- Хироцугу Хомма (本間大嗣)[118] — первый барабанщик в Crush 40, он работал над песней «Open Your Heart» и всеми песнями для игры NASCAR Arcade 2000. Он также выступил на первом в истории шоу «Crush 40» в 1998 году (хотя это шоу было до окончательного утверждения Джонни в качестве певца).
- Наото Сибата (柴田直人)[117] — первый бас-гитарист Crush 40, он вместе с Хироцугу Хоммой, который был на барабанах записал «Open Your Heart» и все песни для игры NASCAR Arcade 2000. Он также выступил на первом в истории шоу «Crush 40» в 1998 году (хотя это шоу было до окончательного утверждения Джонни в качестве певца).
- Марк Шульман (Mark Schulman)[119] — барабанщик, который внёс вклад в песню «What I’m Made Of…» для саундтрека к игре Sonic Heroes.
- Бобби Джарзомбек (Bobby Jarzombek)[120] — барабанщик, который участвовал в создании саундтрека к Sonic и the Black Knight, и в этом качестве был включен в несколько студийных песен Crush 40 из игры. Он никогда не выступал вживую вместе с Crush 40.
- Кацудзи Кирита (桐田勝治)[124] — барабанщик, который записал несколько песен с Crush 40 в период с 2001 по 2008 год и выступил вживую в Токио в 2014 году, что вошло в альбом 2 Nights 2 Remember. Он был барабанщиком в студийной версии хита «Live & Learn».
- Тору Кавамура (河村徹)[123] — барабанщик, который записал большое количество песен Crush 40, он сотрудничал с ними, начиная с 2005 года и вплоть до 2016 года. Он выступал вживую на токийских концертах с Crush 40 в 2011 и 2012 годах.
- Такэси Танэда (種子田健)[114] — безусловно, самый распространенный басист, которого выступает с Crush 40 — он выступал на каждой песне Crush 40, за исключением «Open Your Heart» и альбома Thrill of the Feel. Он выступал вместе с Crush 40 на каждом концерте, на котором у них был басист, за исключением Export, где его заменили фанаты.
- Акуто (あくと)[115] — самый новый барабанщик группы, он принимал участие в значительном количестве недавних концертов и песен — известные примеры, включая 30th Anniversary Symphony и MAGFest 2018. Первое известное совместное выступление с ним и Дзюном состоялось в 2012 году в рамках шоу «Fiano», за которым вскоре последовал Japan Game Music Festival (JGMF) год спустя. Раньше он называл себя «Act.», поэтому в некоторых старых твитах Дзюна и ему подобных его до сих пор так называют.

## Дискография
Все альбомы группы и саундтреки, в которым есть песни коллектива в основном продаются только в Японии и по сей день.

### Студийные альбомы
- Thrill of the Feel (Под названием Sons of Angels) (2000)[127][128]
- Crush 40 (2003)[27][129]

### Концертные альбомы
- LIVE![51] (2012)[50][52][130][131]
- 2 Nights 2 Remember (2015)[132][133]

### Сборники
- The Best of Crush 40: Super Sonic Songs (2009)[36][134][135][136]
- Driving Through Forever — The Ultimate Crush 40 Collection (2019)[137]

### Мини-альбомы
- Rise Again (2012)[45][138][139]

### Синглы
- «Song of Hope" (2011)[140]
- "Sonic Youth" (2012)[141]
- "Rise Again" (2012)[142]
- "One of Those Days" (2012)[143]
- "Green Light Ride" (2018)[144]

### Клипография
- "One of Those Days" (2013)
- "2 Nights 2 Remember" (2014)
- "Call Me Crazy" (2019)

### Каверы
- «All Hail Shadow» — кавер-версия песни, которую изначально записала американская группа MAGNA-FI. Впервые песня вышла в альбоме Lost and Found: Shadow the Hedgehog Vocal Trax в виде оригинала. Кавер-версия от Crush 40 впервые вышла в альбоме Sonic the Hedgehog Vocal Traxx: Several Wills.
- «His World» — кавер-версия песни, которую изначально записал дуэт из Али Табатабаи и Мэтти Льюиса из группы Zebrahead. Впервые песня вышла на альбоме Sonic the Hedgehog Vocal Traxx: Several Wills как оригинал дуэта, версия с Zebrahead, так и кавер-версия от Crush 40.
- «Seven Rings in Hand» — кавер-версия песни, которую изначально записал Стив Конте. Впервые вышла в альбоме Seven Rings in Hand: Sonic and the Secret Rings Original Sound Track в виде оригинала. Кавер-версия от Crush 40 вышла изначально на сборнике True Blue: The Best of Sonic the Hedgehog.
- «Un-Gravitify» — кавер-версия песни, которую изначально записал Cashell. Впервые песня вышла в альбоме Zero Gravity Tracks: Sonic Riders Shooting Star Story Original Soundtrack в виде оригинала. Кавер-версия от Crush 40 впервые вышла на сборнике The Best of Crush 40: Super Sonic Songs.
- «With Me» — кавер-версия песни, которую изначально записал дуэт из Эммы Геллот и Тинны Карлсдоттер из группы All Ends. Впервые вышла в альбоме Face to Faith: Sonic and the Black Knight Vocal Trax как оригинал так и кавер-версия от Crush 40.
- «Fire Woman» — кавер-версия песни, которую изначально записала британская группа The Cult. Ни фигурировала ни в одной из игр Sonic the Hedgehog. Кавер-версия от Crush 40 впервые вышла на The Best of Crush 40: Super Sonic Songs..
- «Free» — кавер-версия песни, которую изначально записал Крис Мадин. Впервые песня вышла в альбоме Break Free: Sonic Free Riders Original Soundtrack как оригинал так и кавер-версия от Crush 40.
- «Sonic Boom» — кавер-версия песни, которую изначально записала группа Pastiche. Первые песня появилась в альбоме Sonic the Hedgehog Boom в виде оригинала. Кавер-версия от Crush 40 впервые вышла в переиздании альбома, который получил название Sonic the Hedgehog CD Original Soundtrack 20th Anniversary Edition. В кавере участвовал Алекс Махлуф из группы Cash Cash.
- "Everything" — кавер-версия песни, которую изначально записала группа Hardline. Впервые песня вышла в альбоме Double Eclipse в виде оригинала. Студийной версии кавера не существует, однако песня исполнялась на сцене Guilty Live в Сибуя, Токио, 30 марта 2012 года[46][145].

### Другие версии песен
| Название песни       | Альбом                                                             | Игра                               | Версия | Год  |
| -------------------- | ------------------------------------------------------------------ | ---------------------------------- | --- | ---- |
| «Open Your Heart»    | Sonic Adventure REMIX                                              | Sonic Adventure                    | Transmutor Vs. Razed In Black Remix (быстро развивающийся ремикс на основе техно, который появляется в альбоме Sonic Adventure REMIX. Некоторые окрестили его «Ремиксом Sonic Boom», так как слова «Sonic Boom» повторяются множество раз.)                               | 1998 |
| «Open Your Heart»    | Sonic Adventure REMIX                                              | Sonic Adventure                    | Chris Vrenna & Mark Blasques Remix (Еще один ремикс, появившийся в альбоме Sonic Adventure REMIX. Эта песня остается более верной оригинальной песне с точки зрения вокала (хотя и содержит некоторые оригинальные тексты), в то же время добавляя в неё техно-изюминку.) | 1998 |
| «Open Your Heart»    | -                                                                  | Sonic Gems Collection              | MJZ Remix (непринужденный ремикс, который можно разблокировать в Sonic Gems Collection) | 2005 |
| «Open Your Heart»    | -                                                                  | Mario & Sonic at the Olympic Games | Инструментал | 2007 |
| «Open Your Heart»    | True Blue: The Best of Sonic the Hedgehog                          | -                                  | Bentley Jones Remix (Ремикс на песню от Бентли Джонса, которая была выпущена в альбоме True Blue: The Best of Sonic the Hedgehog) | 2008 |
| «Open Your Heart»    | -                                                                  | Super Smash Bros. Brawl            | SSBB version (Сокращенная версия от Super Smash Bros. Brawl, которая состоит из первого куплета и гитарного соло, прежде чем зацикливаться с самого начала. Эта версия также появляется в Super Smash Bros. для Wii U.)                                                   | 2008 |
| «Knight of the Wind» | Face to Faith: Sonic and the Black Knight Vocal Trax               | Sonic and the Black Knight         | Инструментал | 2009 |
| «Live Life»          | Face to Faith: Sonic and the Black Knight Vocal Trax               | Sonic and the Black Knight         | Инструментал | 2009 |
| «Knight of the Wind» | Tales of Knighthood: Sonic and the Black Knight Original Soundtrax | Sonic and the Black Knight         | Акустическая версия | 2009 |
| «Open Your Heart»    | True Colors: The Best of Sonic the Hedgehog Part 2                 | -                                  | K-Klub Remix (Ремикс, представленный в True Colors: The Best of Sonic the Hedgehog Part 2) | 2009 |
| «All Hail Shadow»    | True Colors: The Best of Sonic the Hedgehog Part 2                 | -                                  | Hybrid Mix (музыка Crush 40 и вокал MAGNA-FI) | 2009 |
| «Open Your Heart»    | Blue Blur: Sonic Generations Original Soundtrack                   | Sonic Generations                  | Circuit Freq RMX (Ремикс на оригинальную песню от Circuit Freq, в которой участвуют Амир Дерах и Энтони «Фу» Вальчич из Julien-K. Песня играет во время битвы с боссом Совершенного Хаоса.)                                                                               | 2012 |
| «Sonic Heroes»       | -                                                                  | Sonic Lost World                   | Инструментал | 2013 |
| «Open Your Heart»    | Sonic Adventure Original Sound Track Vol. 2                        | Sonic Adventure                    | Инструментал | 2014 |
| «All Hail Shadow»    | -                                                                  | Team Sonic Racing                  | Ремикс | 2019 |

### Саундтреки и прочие релизы
- Sonic Team «PowerPlay» (Дата выхода: 6 ноября 1998) — сборник, содержащий музыку из коллективных работ группы разработчиков Sega Sonic Team[147].
- Sonic Adventure: Songs with Attitude ~Vocal Mini-Album~ (Дата выхода: 2 декабря 1998)[148]
- Sonic Adventure Original Sound Track (Digi-Log Conversation) (Дата выхода: 20 января 1999)[149]
- Sonic the Hedgehog 10th Anniversary (Дата выхода: 23 июня 2001) — диск, содержащий избранные треки из предыдущих игр.[150]
- Cuts Unleashed: SA2 Vocal Collection (Дата выхода: 22 августа 2001)[151]
- Multi-Dimensional Sonic Adventure 2 Original Sound Track (Дата выхода: 5 сентября 2001)[152]
- Segacon - The Best of Sega Game Music- Vol.2 (Дата выхода: 21 ноября 2001) — сборник, содержащий музыку из ряда игр Sega[153].
- Rock the Bones (Дата выхода: 2002) — сборник разных исполнителей[154].
- Sonic Adventure 2 Official Soundtrack (Дата выхода: 5 февраля 2002)[155]
- Sonic Adventure 2 Battle — Sampler (Дата выхода: 12 февраля 2002)[156]
- Triple Threat: Sonic Heroes Vocal Trax (Дата выхода: 4 февраля 2004)[157]
- MelodicRock.com Volume 2 The Beast Inside (Дата выхода: 2004) — сборник разных исполнителей[158].
- Complete Trinity: Sonic Heroes Original Soundtrax (Дата выхода: 3 марта 2004)[159]
- Sonic Heroes Official Soundtrack (Дата выхода: 9 ноября 2004)[160]
- MelodicRock.com V3 (Дата выхода: 2005) — сборник разных исполнителей[161].
- Lost and Found: Shadow the Hedgehog Vocal Trax (Дата выхода: 22 февраля 2006)[162]
- Shadow the Hedgehog Original Soundtrax (Дата выхода: 26 февраля 2006)[163]
- Race Track Rock — Volumes One, Two and Three (Дата выхода: 2007) — сборник разных исполнителей[164].
- Sonic the Hedgehog Vocal Traxx: Several Wills (Дата выхода: 10 января 2007)[165]
- Sonic the Hedgehog Original Soundtrack (Дата выхода: 10 января 2007)[166]
- True Blue: The Best of Sonic the Hedgehog (Дата выхода: 23 января 2008) — сборник, выпущенный компанией Wave Master Entertainment.[167]
- Face to Faith: Sonic and the Black Knight Vocal Trax (Дата выхода: 8 апреля 2009)[168]
- Tales of Knighthood: Sonic and the Black Knight Original Soundtrax (Дата выхода: 8 апреля 2009)[169]
- The Works (Дата выхода: 21 октября 2009) — первый сольный альбом Дзюна Сэноуэ.[170]
- True Colors: The Best of Sonic the Hedgehog Part 2 (Дата выхода: 16 декабря 2009) — сборник различных песен из серии Sonic the Hedgehog, продолжение True Blue.[171]
- Break Free: Sonic Free Riders Original Soundtrack (Дата выхода: 8 декабря 2010)[172]
- Dreamcast Collection Limited Edition Vinyl (Дата выхода: 25 февраля 2011) — ограниченный тираж 12-дюймового винила, изданного компанией Sega.[173]
- Sonic Adventure Original Soundtrack 20th Anniversary Edition (Дата выхода: 18 мая 2011)[174]
- Sonic Adventure 2 Original Soundtrack 20th Anniversary Edition (Дата выхода: 22 июня 2011)[175]
- Sonic Heroes Original Soundtrack 20th Anniversary Edition (Дата выхода: 24 августа 2011)[176]
- Sonic the Hedgehog CD Original Soundtrack 20th Anniversary Edition (Дата выхода: 23 ноября 2011)[177]
- History of Sonic Music 20th Anniversary Edition (Дата выхода: 7 декабря 2011) — сборник из двух дисков, состоящий из треков из различных видеоигр серии Sonic the Hedgehog.[178]
- SONIC GENERATIONS OFFICIAL SOUNDTRACK Vol.1 (Дата выхода: 11 января 2012)[179]
- Blue Blur: Sonic Generations Original Soundtrack (Дата выхода: 11 января 2012)[180]
- Sonic and the Black Knight Official Soundtrack (Дата выхода: 21 ноября 2012)
- Sonic Generations Official Soundtrack (Дата выхода: 21 ноября 2012)
- Shadow the Hedgehog Official Soundtrack (Дата выхода: 19 декабря 2012)[181]
- Sonic Adventure Original Sound Track vol.1 (Дата выхода: 10 сентября 2014)[182]
- Sonic Adventure Original Sound Track vol.2 (Дата выхода: 10 сентября 2014)[183]
- Sonic Adventure 2 Original Sound Track vol. 1 (Дата выхода: 29 октября 2014)[184]
- Sonic Adventure 2 Original Sound Track vol. 2 (Дата выхода: 29 октября 2014)[185]
- Sonic Adventure ~Original Sound Version~ (Дата выхода: 27 июля 2015 года) — Неофициальный сборник саундтреков от 3DMAN[186].
- Sega Sound Selection 2 (Дата выхода: 27 августа 2015) — сборник, изданный компанией Sega и являющийся продолжением Sega Sound Selection. Альбом содержит песни из игр, изданных Sega, включая серию Sonic the Hedgehog.[187]
- The Works II (Дата выхода: 24 февраля 2016) — второй сольный альбом Дзюна Сэноуэ.[188]
- Sonic the Hedgehog 25th Anniversary Selection (Дата выхода: 22 июня 2016) — сборник, содержащий различные музыкальные треки из многочисленных игр серии Sonic the Hedgehog.[189][190]
- Sonic the Hedgehog Café Selection (Дата выхода: 23 июня 2017) — сборник, который был доступен только в Японии в качестве розыгрыша призов для людей, купивших Sonic Boom: Fire & Ice. В нем представлена коллекция различных треков из серии Sonic the Hedgehog, очень похожих на True Blue: The Best of Sonic the Hedgehog и Sonic the Hedgehog 25th Anniversary Selection.[191]
- SONIC ADVENTURE OFFICIAL SOUNDTRACK VINYL EDITION (Дата выхода: декабрь 2017) — виниловый альбом, содержащий саундтрек Sonic Adventure.[192][193][194]
- SONIC ADVENTURE 2 OFFICIAL SOUNDTRACK VINYL EDITION (Дата выхода: декабрь 2017) — виниловый альбом, содержащий саундтрек Sonic Adventure 2.[193][194][195]
- SONIC ADVENTURE & SONIC ADVENTURE 2 LIMITED EDITION BOX SET (Дата выхода: январь 2018) — виниловая коллекция, содержащую саундтрек Sonic Adventure и Sonic Adventure 2.[196]
- Vol. 23: Sonic ♪ Super Smash Bros. Ultimate Expanded Soundtrack (Дата выхода 7 декабря 2018)[197]
- Team Sonic Racing Trailer Music Selection (Дата выхода: 21 мая 2019) — альбом, выпущенный компанией Wave Master Entertainment. Он содержит музыку, которая звучала в трейлерах Team Sonic Racing.[198]
- Maximum Overdrive — Team Sonic Racing Original Soundtrack (Дата выхода: 29 мая 2019)[199]
- The Works III (Дата выхода: 19 июня 2019) — третий сольный альбом Дзюна Сэноуэ.[200]
- Super Smash Bros. Anthology (Дата выхода: 16 ноября 2019) - сборник, выпущенный пользователем Reddit u/Roynerer.[201]
- Super Smash Bros. Anthology Vol. 24 — Sonic (Дата выхода: 16 ноября 2019) — бутлег, часть сборника, выпущенного пользователем Reddit u/Roynerer.[201][202]
- Sonic the Hedgehog Non-Stop Music Selection Vol. 1 (Дата выхода: 20 февраля 2020) — цифровой сборник, содержащий различные музыкальные треки из многочисленных игр серии Sonic the Hedgehog.[203]
- Sonic the Hedgehog Non-Stop Music Selection Vol. 4 (Дата выхода: 26 сентября 2020) — цифровой сборник, содержащий различные музыкальные треки из многочисленных игр серии Sonic the Hedgehog.[204]
- Go Sega 60th Anniversary Album (Дата выхода: 24 марта 2021) — специальный сборник, посвященный 60-летию SEGA[205].
- Sonic 30th Anniversary Symphony (Live) (Дата выхода: 17 сентября 2021) — цифровой концертный альбом, содержащий полную запись симфонии Sonic the Hedgehog 30th Anniversary Symphony, посвященной 30-летию серии Sonic the Hedgehog.[206]
- Rock 'n' Sonic The Hedgehog Sessions! (Дата выхода: 16 февраля 2022) - цифровой сборник, содержащий ремиксы песен из серии Sonic the Hedgehog[207].

## Песни по франшизе
| Год  | Игра                                         | Платформы | Разработчик     | Песни | Источники     |
| ---- | -------------------------------------------- | --- | --------------- | --- | ------------- |
| 1998 | Sonic Adventure                              | Dreamcast, Nintendo GameCube, Microsoft Windows, Xbox 360, PlayStation 3                                                 | Sonic Team      | - «Open Your Heart» | [ 14 ]        |
| 2000 | NASCAR Arcade                                | Аркадный автомат | Sega Rosso      | - «The Star-Spangled Banner» - «Dangerous Ground» - «Into the Wind» - «Fill It Up» - «Revvin' Up» - «Rush into the Crazy World» - «In the Lead» - «Watch Me Fly…» - «On the Road Again» - «Fuel Me» - «When the Sun Goes Down» - «All the Way» | [ 17 ] [ 20 ] |
| 2001 | Sonic Adventure 2                            | Dreamcast, Nintendo GameCube, PlayStation 3, Xbox 360, Microsoft Windows                                                 | Sonic Team      | - «Live & Learn» | [ 14 ]        |
| 2003 | Sonic X (Аниме)                              | - | -               | - «Live & Learn» | [ 208 ]       |
| 2003 | Sonic Pinball Party                          | Game Boy Advance | Sonic Team      | - «Open Your Heart» |               |
| 2003 | Sonic Heroes                                 | Nintendo GameCube, PlayStation 2, Xbox, Microsoft Windows                                                                | Sonic Team      | - «Sonic Heroes» - «What I'm Made Of...» | [ 18 ]        |
| 2005 | Sonic Gems Collection                        | Nintendo GameCube, PlayStation 2, Xbox, Microsoft Windows                                                                | Sonic Team      | - «Open Your Heart» - «Sonic Heroes» |               |
| 2005 | Shadow the Hedgehog                          | Nintendo GameCube, PlayStation 2, Xbox                                                                                   | Sonic Team      | - «Live & Learn» - «I Am… All of Me» - «Never Turn Back» | [ 14 ]        |
| 2006 | Sonic the Hedgehog                           | PlayStation 3, Xbox 360                                                                                                  | Sonic Team      | - «All Hail Shadow» - «His World» |               |
| 2007 | Sonic Mega Collection Plus                   | Nintendo GameCube, PlayStation 2, Xbox, Microsoft Windows                                                                | Sonic Team      | - «Sonic Heroes» |               |
| 2007 | Mario & Sonic at the Olympic Games           | Wii, Nintendo DS | Sega Sports R&D | - «Sonic Heroes» |               |
| 2008 | Super Smash Bros. Brawl                      | Wii | Sora Ltd.       | - «Open Your Heart» - «Live & Learn» - «Sonic Heroes» | [ 31 ]        |
| 2008 | Sega Superstars Tennis                       | PlayStation 2, PlayStation 3, Wii, Xbox 360, Nintendo DS, Mac OS X                                                       | Sumo Digital    | - «Open Your Heart» |               |
| 2009 | Sonic and the Black Knight                   | Wii | Sonic Team      | - «What I'm Made Of...» - «All Hail Shadow» - «Knight of the Wind» - «Live Life» - «Fight the Knight» - «Through the Fire» - «With Me» - «Seven Rings in Hand»                                                                                 |               |
| 2009 | Mario & Sonic at the Olympic Winter Games    | Wii, Nintendo DS | Sonic Team      | - «Open Your Heart» - «Sonic Heroes» - «Knight of the Wind» |               |
| 2010 | Sonic & Sega All-Stars Racing                | Wii, PlayStation 3, Xbox 360, Nintendo DS, Microsoft Windows, macOS, Аркадный автомат, iOS, Android, BlackBerry, Java ME | Sumo Digital    | - «Into the Wind» - «Revvin’ Up» - «Live & Learn» - «Sonic Heroes» |               |
| 2010 | Sonic Free Riders                            | Xbox 360 | Sonic Team      | - «Free» |               |
| 2011 | Sonic Generations                            | PlayStation 3, Xbox 360, Microsoft Windows, Nintendo 3DS                                                                 | Sonic Team      | - «Open Your Heart» - «Live & Learn» - «Sonic Heroes» - «What I'm Made Of...» - «I Am… All of Me» - «All Hail Shadow» - «Knight of the Wind»                                                                                                   | [ 210 ]       |
| 2012 | Sonic & All-Stars Racing Transformed         | PlayStation 3, Xbox 360, Xbox One, Wii U, Microsoft Windows, PlayStation Vita, Nintendo 3DS, iOS, Android                | Sumo Digital    | - «Live & Learn» - «I Am… All of Me» |               |
| 2013 | Sonic Lost World                             | Wii U, Nintendo 3DS, Microsoft Windows                                                                                   | Sonic Team      | - «Sonic Heroes» |               |
| 2014 | Super Smash Bros. for Nintendo 3DS and Wii U | Nintendo 3DS, Wii U | Sora Ltd.       | - «Open Your Heart» - «Live & Learn» - «Sonic Heroes» - «Knight of the Wind» |               |
| 2015 | Sonic Runners                                | Android, iOS | Sonic Team      | - «Open Your Heart» - «Live & Learn» - «Sonic Heroes» |               |
| 2017 | Sonic Forces                                 | Microsoft Windows, Nintendo Switch, PlayStation 4, Xbox One                                                              | Sonic Team      | - «All Hail Shadow» |               |
| 2018 | Super Smash Bros. Ultimate                   | Nintendo Switch | Sora Ltd.       | - «Open Your Heart» - «Live & Learn» - «Sonic Heroes» - «Knight of the Wind» | [ 211 ]       |
| 2019 | Team Sonic Racing Overdrive (Мультсериал)    | - | -               | - «All Hail Shadow» | [ 212 ]       |
| 2019 | Team Sonic Racing                            | PlayStation 4, Nintendo Switch, Xbox One, Microsoft Windows, iOS, Apple Arcade, Amazon Luna                              | Sumo Digital    | - «All Hail Shadow» - «Green Light Ride» | [ 75 ]        |
| 2020 | Sonic at the Olympic Games (2020)            | iOS, Android | Sega            | - «Open Your Heart» - «Live & Learn» - «I Am… All of Me» - «Knight of the Wind» |               |

Также, в силу своей должности, Дзюн Сэноуэ без помощи Джонни работал над некоторыми треками для других игр о Сонике, включая темы для уровней. (Например, такие треки как Welcome to Station Square, Azure Blue World, Windy and Ripply, Pleasure Castle, Run Through the Speed Highway, Theme of "Dr. EGGMAN", Be Cool, Be Wild and Be Groovy, Red Hot Skull, Skydeck a Go! Go!, Bad Taste Aquarium, Crank the Heat Up!!, Escape from the City, That's the Way I Like It, Won't Stop, Just Go!, Down in the Base Seaside Hill, Casino Park и др.)

## Оборудование Дзюна в Crush 40

### Гитары
Безусловно, самый выдающийся набор снаряжения для Crush 40 — это гитары Дзюна.
Дзюн использует изготовленные на заказ ESP-гитары для своих собственных работ и Crush 40. Гитары имеют разный дизайн — некоторые используются для общих песен Sonic / Shadow, а некоторые используются для очень точных игровых саундтреков.
Дзюн чаще всего играет на ESP GL «SONIC», ESP SONIC-II и ESP SHADOW-II на большинстве концертов Crush 40, но на некоторых концертах он также использует специальные игровые гитары.
Он заключил спонсорский контракт с ESP с тех пор, как впервые работал над Sonic Adventure, и поэтому обязан использовать эти гитары на своих концертах, но это не проблема, потому что они потрясающие, и он всегда звучит великолепно в любом случае!

Джиоэли на концерте 2 Nights 2 Remember в 2014 году как то сказал:
У Дзюна Сэноуэ 742 гитары! И это № 82! Фух. Слава богу, вы привезли только 82.

### Усилители
Дзюн владеет и обычно использует один из четырёх усилителей для большей части своей работы, включая работу с Crush 40:
- Soldano SLO-100R - наряду с Dual Rectifier, усилитель, который Дзюн обычно использует на ввыступлениях Crush 40. Многие из его треков были записаны с помощью этого усилителя.
- Suhr Badget 18 - этот усилитель сипользовался на различных выступлениях. Этот усилитель широко использовался в Shadow the Hedgehog для достижения более темных и глубоких тонов.
- Mesa Dual Rectifier - Одна песня, для которой использовался этот усилитель - "Is It You" из The Best of Crush 40: Super Sonic Songs.
- Peavey 5150 -  находится во владении Дзюна и время от времени им пользуется.

### Гитарный усилитель
Дзюн обычно использует гитарный усилитель Soldano 4x12 дюймов в сочетании с одним из своих усилителей.

### Гитарный процессор
В то время как Дзюн обычно использует аппаратное обеспечение, в своей работе он использовал некоторое программное оборудование. Дзюн использует Line 6 POD на некоторых из самых культовых Crush 40 some, а также использовала некоторое другое оборудование вживую.
- Line 6 POD - Дзюн использовал это для многих треков Sonic Adventure 2 - в первую очередь для культовой и популярной песни Live & Learn. С помощью одного из них можно более или менее воспроизвести гитарный тон в песне.
- Line 6 Pod XT - Дзюн использовал его для многих треков Sonic Heroes, включая "What I'm Made Of...". С помощью одного из них можно более или менее воспроизвести гитарный тон в песне.

## Факты
- Группу можно увидеть в Соник в Кино в качестве камео.
- «Open Your Heart» присутствует в каждом альбоме Crush 40 (за исключением на Rise Again и 2 Nights 2 Remember) в виде оригинала или ремиксов[213][214][215][216][217].
- Исполненная на пианино вступительная часть песни «Never Turn Back» в Shadow the Hedgehog является отрывком из «I Am...  All of Me», из той же игры.
- Некоторое количество песен группы можно разблокировать в качестве бонусов в игре Sonic Generations. Разумеется, в их число входят те работы, которые уже существовали на момент выпуска игры.